# Terry McDermott
Terr McDermott vagy teljes nevén Terence McDermott (Liverpool, 1951. december 8. –) angol labdarúgó középpályás. Fiai, Neale és Greg szintén labdarúgók.

## Pályafutása

### Klubcsapatban
Pályafutását a Bury csapatában kezdte 1969-ben. Négy szezon alatt 90 mérkőzésen lépett pályára és 8 gólt szerzett. 1973-ban a Newcastle United szerződtette, majd 1974-ben a Liverpoolhoz igazolt. 1974. november 16-án mutatkozott be Phil Neallel egyetemben egy Everton elleni Mersey-parti rangadón, amit a Goodison Park-ban játszottak. Első gólját a Liverpool színeiben 1975. március 8-án szerezte egy Burnley elleni 1–1-es mérkőzés alkalmával. A Liverpoolt 1982-ig erősítette, ezalatt 232 mérkőzésen lépett pályára és 54 gólt szerzett. Ötszörös angol bajnok, kétszeres ligakupa, négyszeres szuperkupa, háromszoros BEK, egyszeres UEFA-kupa és UEFA-szuperkupa győztes. 
1982-ben visszatért a Newcastle Unitedhez, ahol ismét együtt játszott Kevin Keegannal. 1984 végéig összesen 74 mérkőzésen lépett pályára és 12 gólt szerzett. 1985. januárjában rövid időre az ír Cork City csapatához igazolt. Ezt követően a ciprusi APÓEL játékosa lett. 1985 és 1987 között 50 mérkőzésen 1 alkalommal volt eredményes. 1986-ban Ciprusi bajnok és szuperkupagyőztes lett.

### A válogatottban
1977 és 1982 között 25 alkalommal szerepelt az angol válogatottban és 3 gólt szerzett. Részt vett az 1980-as Európa-bajnokságon és az 1982-es világbajnokságon. 

## Sikerei, díjai

### Játékosként
Liverpool
- Angol bajnok (5): 1975–76, 1976–77, 1978–79, 1979–80, 1981–82
- Angol ligakupa (1): 1980–81, 1981–82
- Angol szuperkupa (4): 1976, 1977 (megosztva), 1979, 1980
- Bajnokcsapatok Európa-kupája (3): 1976–77, 1977–78, 1980–81
- UEFA-kupa (1): 1975–76
- UEFA-szuperkupa (1): 1977

APÓÉL
- Ciprusi bajnok (1): 1985–86
- Ciprusi szuperkupa (1): 1986

Egyéni
- Az év angol labdarúgója (PFA) (1): 1980
- Az év labdarúgója (FWA) (1): 1980
- A Bajnokcsapatok Európa-kupájának gólkirálya (Karl-Heinz Rummenigge és Graeme Souness mellett) (1): 1980–81 (6 gól)